# 中国新社会革命党
中国新社会革命党是中华民国的政党，1948年1月10日于南京成立，设于中山路150号。中国新社会革命党主张依据国家宪法，遵循三民主义，推行新革命运动，建设新社会主义新中国，反对中共。创办机关报《新革命报》。陈健夫任中央委员会主席。1949年4月解散。